# Economia domèstica
L'Economia domèstica és la professió i el camp d'estudi que tracta sobre l'economia i la gestió de la llar i la comunitat.
L'Economia domèstica és un camp d'estudi formal que inclou temes com l'educació del consumidor, la gestió institucional, el disseny interior, el moblament de la llar, la neteja, l'artesania, la costura, la roba i els teixits, la cuina comercial, la cuina, la nutrició, la conservació d'aliments, la higiene, el desenvolupament infantil, la gestió dels diners i les relacions familiars. Això ensenya als estudiants com dur adequadament l'entorn familiar i fer del món un lloc millor per a les generacions futures.
L'educació sexual i la conscienciació sobre les drogues poden també ser cobertes, juntament amb temes com la prevenció d'incendis i els procediments de seguretat. Prepara als estudiants per a les tasques de la llar o les carreres professionals, o per ajudar per preparar-se per realitzar responsabilitats de la vida real a la llar. S'ensenya en escoles secundàries, colleges i universitats, escoles professionals i en centres d'educació d'adults; entre els estudiants s'inclouen dones i homes.
D'altra banda des de 2013 un grup d'acadèmics mexicans van encunyar el terme Economia Domèstica Complementària (EDOCOM) per distingir un tipus d'emprenedoria informal comú en aquest país i que es realitza des de la llar per donar suport amb un ingrés addicional l'economia familiar. A partir d'una investigació longitudinal May et al. (2013 a Hernández i McCoy 2017) van definir les EDOCO com:
"Emprenedoria informals en petita escala que es donen en el si d'una llar, sense incórrer en una inversió extraordinària i l'operació i" administració "és realitzada per membres de la família, podent ser serveis o productes, utilitzant els recursos materials propis de les activitats quotidianes com les olles amb què preparen els seus propioas aliments, els coberts, la taula de la cuina, les cadires, etc. amb la finalitat de propiciar un ingrés addicional per a les necessitats pròpies de la família. Moltes vegades se situen per rètols a la façana amb llegendes com es ven gel, es fan talls de cabell, es donen classes de guitarra, etc. "(May, Aguilera & Casas, 2013: 5) .2